# 승방비곡 (1930년 영화)
"승방비곡"은 한국에서 제작된 이구영 감독의 1930년 영화이다. 신영찬 등이 제작에 참여하였다.
최상덕(崔象德) 원작소설을 영화화한 것으로, 이경선·김연실·윤봉춘 등이 출연했으며, 무성영화 시대의 큰 수확을 거둔 작품이었다.

## 출연

### 주연
- 이경손
- 김연실
- 성춘경
- 정숙자
- 윤봉춘
- 주삼손

## 기타
- 원작자: 최독견